# Arturo Sandoval
Arturo Sandoval, född 6 november 1949 i Artemisa, Kuba, är en kubansk jazztrumpetare och pianist. Han har spelat mycket tillsammans med Dizzy Gillespie. 
På Kuba spelade Sandoval bland annat i bandet Irakere. Han hoppade av till USA tillsammans med sin familj under en turné i Europa med Dizzy Gillespie 1990. Han blev 1999 amerikansk medborgare. Sandovals liv skildras i filmen For Love or Country.

## Diskografi
- 1982 – To a Finland Station
- 1983 – Breaking the Sound Barrier
- 1986 – No Problem
- 1986 – Tumbaito
- 1988 – Straight Ahead
- 1991 – Flight to Freedom
- 1992 – I Remember Clifford
- 1993 – Danzon (Dance On)
- 1993 – Dream Come True
- 1995 – Arturo Sandoval & the Latin Train
- 1996 – Swingin'
- 1996 – Just Music
- 1998 – Hot House
- 1999 – Americana
- 2000 – Ronnie Scott's Jazz House
- 2001 – For Love or Country: The Arturo Sandoval Story (soundtrack)
- 2001 – L.A. Meetings
- 2001 – My Passion for the Piano
- 2003 – Trumpet Evolution
- 2005 – Live at the Blue Note
- 2007 – Rumba Palace